# Ardour
Ardour — компьютерная программа для профессиональной записи и обработки звука, работающая в операционных системах Linux, Windows и macOS. Ardour является свободной программой с открытым исходным кодом (лицензия GNU GPL версии 2). Автор — Пол Дэвис.

## Возможности
Здесь описаны самые основные возможности программы. Описание всех — за рамками этой статьи.

### Запись
Возможности записи в Ardour ограничены только оборудованием, на котором он запущен. В нём нет встроенных программных ограничений. Когда происходит запись, Ardour может автоматически компенсировать задержку, позиционируя записанный материал там, где он должен был появиться при записи. Функции мониторинга подразумевают мониторинг внешним оборудованием (возможность, предоставляемая некоторыми звуковыми картами), мониторинг Ardour и мониторинг JACK. Мониторинг посредством Ardour позволяет накладывать эффекты на сигнал во время записи в реальном времени. Благодаря абстракции портов входа и выхода в звуковом сервере JACK вы можете записывать в Ardour не только сигнал со звуковой карты, но и от любой программы, поддерживающей JACK. Среди таких программ — синтезаторы, хосты эффектов и инструментов, модульные среды композиции и т. д.
Актуальные версии JACK также поддерживают транспорт аудио через IP-сеть. Это делает возможным запуск Ardour на оборудовании, отделённом от оборудования со звуковым интерфейсом.

### Микширование
Ardour поддерживает произвольное количество звуковых дорожек и шин и систему маршрутизации чего угодно куда угодно. Все параметры громкости, панорамирования и параметры плагинов могут быть автоматизированы. Все операции микширования и процедура хранения семплов внутри выполняются в 32-разрядном формате с плавающей точкой для обеспечения высокой точности и достоверности.

### Редактирование
Ardour поддерживает сдвиг, подгонку, разрезание и растягивание времени записанных участков с разрешением уровня семплов, а также позволяет наслаивать области звуковых данных. В программу встроен гибкий редактор фейдов и инструмент распознавания темпа. Программа может сохранять историю изменений вместе с проектом, так что изменения можно отменять и возвращать при повторном открытии проекта. Вместе с тем, есть и управление снимками.

### Мастеринг
Ardour может быть использован как окружение для мастеринга. Интеграция с JACK делает возможным использование средств мастеринга вроде JAMin для обработки звуковых данных. Вывод микшера Ardour может быть послан в JAMin и/или в любую другую JACK-совместимую программу, а вывод этих программ может быть записан с помощью записывающих программ. Ardour также может экспортировать файлы TOC и CUE, которые позволяют создавать звуковые компакт-диски.

### Плагины
Ardour полагается на систему плагинов для обеспечения многих возможностей — от обработки эффектами до динамического контроля. Он поддерживает LADSPA и LV2-архитектуры для плагинов на Linux, Audio Units и VST на OS X, VST на Windows. Использование Steinberg VST-плагинов в Linux по умолчанию ограничено плагинами, скомпилированными специально для Linux. Поддержка в Linux плагинов VST, собранных для Windows, возможна, но требует применения WINE и пересборки с соответствующим флагом конфигурации.

### MIDI-дорожки
Поддержка MIDI-дорожек появилась в третьей версии программы.

### Импорт и экспорт
Ardour импортирует звуковые и MIDI файлы. Экспорт сессии происходит целиком или отдельно на каждую дорожку в форматы WAV, FLAC, Ogg или MIDI.

### Видео
В версии 3.2 появилась поддержка некоторых действий с видео: извлечение звуковой дорожки из видеофайла, видеотаймлайн, монитор для контроля синхронизации видео и звука, сборку импортированного видеофайла со звуковыми данными проекта и т. д. Импорт и экспорт видео производится при помощи сторонней программы FFmpeg.